# Trimak
Trimak fue una empresa de triciclos comerciales española, con sede en Madrid y, más tarde, en Barcelona, que operó entre 1959 y 1974.
La compañía fabricaba triciclos tipo motocarro, la mayoría con cabina cerrada y mandos de automóvil. Estaban propulsados por un motor de dos tiempos de 250 c.c. llamado LEW 250. En realidad el cigüeñal, el pistón, la biela, el cilindro y la culata eran una copia de un motor de motocicleta de la marca DKW . El diferencial era originalmente el del Fiat Topolino pero, debido a su fragilidad, hubo que rediseñarlo para atajar los problemas que tenía. La caja de cambios era diseño de la casa y era muy robusta.
La fábrica estaba ubicada en la Ronda de Toledo nº 24 de Madrid, donde antes había estado la fábrica de las motos Rondine Sport, que tuvieron cierto éxito, incluso en competición.
El ingeniero jefe y dueño de la fábrica era Estanislao Makowiecki Pomian (de ahí el nombre de Trimak), ingeniero aeronáutico de origen polaco. Makowiecki había trabajado en la casa Citroën y en la fábrica de aviones Dewoitine. Al ser polaco, cuando los alemanes invadieron Francia se mudó a España y consiguió trabajo en la fábrica de aviones AISA (que después fabricó los camiones Avia) y fue el responsable del diseño, construcción y pruebas del aparato de enlace Aisa AVD 12, muy modern0 para su tiempo pero que fue desestimada en favor de un modelo Dornier.
El jefe de taller de prototipos de llamaba Ramón Hermoso, que ejerció esa tarea entre 1959 y 1965.
Las pruebas de carretera de prototipos consistieron en realizar todos los días, durante un año seguido, la subida al Puerto de los Leones y regresar a Madrid cargado con 800 kilos de bloques de cemento. El probador era Ricardo Costa, que en su juventud llegó a ser subcampeón de Italia de motociclismo.
Los triciclos Trimak que se comercializaron fueron básicamente el Trimacar 600 (caja de carga abierta), el Trimacar 700 (tipo furgón) y el Trimacar 800 (tipo furgón capitoné), con una carga autorizada de 700 kilos. Bajo petición se podían pedir modelos especiales como cisternas, regadoras de calles, volquetes...
Para la Feria de Muestras de Barcelona de 1963 se preparó (ya con el taller de prototipos en Gualba, provincia de Barcelona), un triciclo con carrocería especial monoplaza y una cabina parecida a la de un avión, con una especie de timón detrás del piloto y con unas pequeñas aletas para las ruedas traseras tuvieran forma de perfil aerodinámico. Este vehículo se fabricó solo como reclamo publicitario y se le llegó a cronometrar una velocidad punta de 135 kilómetros por hora.
En 1963 un responsable de los negocios de la familia Rockefeller en Europa (el señor Kalinski) inyectó algo de dinero en la empresa con la intención de pasar a la fabricación de vehículos de cuatro ruedas, pero las autorizaciones del Ministerio de Industria nunca llegaron y con la llegada de otras furgonetas de cuatro ruedas y más grandes (DKW de dos cilindros y dos tiempos), el mercado de los triciclos estaba sentenciado.
En 1967 la empresa quebró, los acreedores se hicieron con la fábrica y la trasladaron a Barcelona, sustituyendo el motor LEW 250 por uno de Seat 600.